# Emile Roemer
Emile Gerardus Maria Roemer (ur. 24 sierpnia 1962 w Boxmeer) – holenderski polityk, nauczyciel i samorządowiec, deputowany do Tweede Kamer, w latach 2010–2017 lider Partii Socjalistycznej.

## Życiorys
Emile Roemer urodził się w katolickiej rodzinie w Boxmeer na południu Holandii, gdzie również uczęszczał do szkoły podstawowej i średniej. W latach 1982–1985 kształcił się w akademii pedagogicznej w Nijmegen. Po studiach pracował przez krótki czas w fabryce, po czym uzyskał posadę nauczyciela w szkole podstawowej w rodzinnym mieście. W 1986 przeniósł się do szkoły w Beuningen, w której pracował do 1992. W latach 1992–2002 ponownie był nauczycielem w Boxmeer.
Równocześnie z pracą w szkolnictwie aangażował się w działalność polityczną. W 1980 wstąpił w szeregi Partii Socjalistycznej, zostając od razu przewodniczącym jej struktur w Boxmeer, którymi kierował do 2007. W 1994 dostał się do rady miejskiej Boxmeer, w której zasiadał do 2002. Następnie do 2006 był członkiem zarządu miasta (wethouderem) do spraw finansów, edukacji i młodzieży.
W 2006 objął mandat deputowanego do Tweede Kamer, niższej izby holenderskiego parlamentu. 5 marca 2010 został nowym liderem Partii Socjalistycznej, kiedy to z tej funkcji zrezygnowała Agnes Kant. Objął jednocześnie funkcję przewodniczącego frakcji deputowanych swojej partii. W wyborach parlamentarnych w 2010, 2012 i 2017 jako lijsttrekker (lider listy wyborczej socjalistów) uzyskiwał poselską reelekcję. 13 grudnia 2017 na funkcjach partyjnych zastąpiła go Lilian Marijnissen, w styczniu 2018 Emile Roemer zrezygnował z mandatu poselskiego.
W tym samym roku został p.o. burmistrza Heerlenu. W 2020 powołany na p.o. burmistrza w Alkmaarze. W 2021 objął obowiązki komisarza króla w Limburgii.

## Życie prywatne
Emile Roemer jest żonaty od 1986, ma dwie córki.